# 그리스 총리
그리스의 총리(Πρωθυπουργός της Ελλάδος), 즉 공식적으로 엘라스 공화국의 총리(Πρωθυπουργός της Ελληνικής Δημοκρατίας)는 그리스 공화국의 내각 수장이다. 현직 총리는 키리아코스 미초타키스이다. 총리의 공식 소재지(관저는 아니다)는 아테네 중심부의 막시모스 저택이다.

## 같이 보기
- 그리스의 총리 목록
- 그리스의 대통령
- 그리스의 국가 원수 목록